# مدار مجتمع مدیریت نیرو

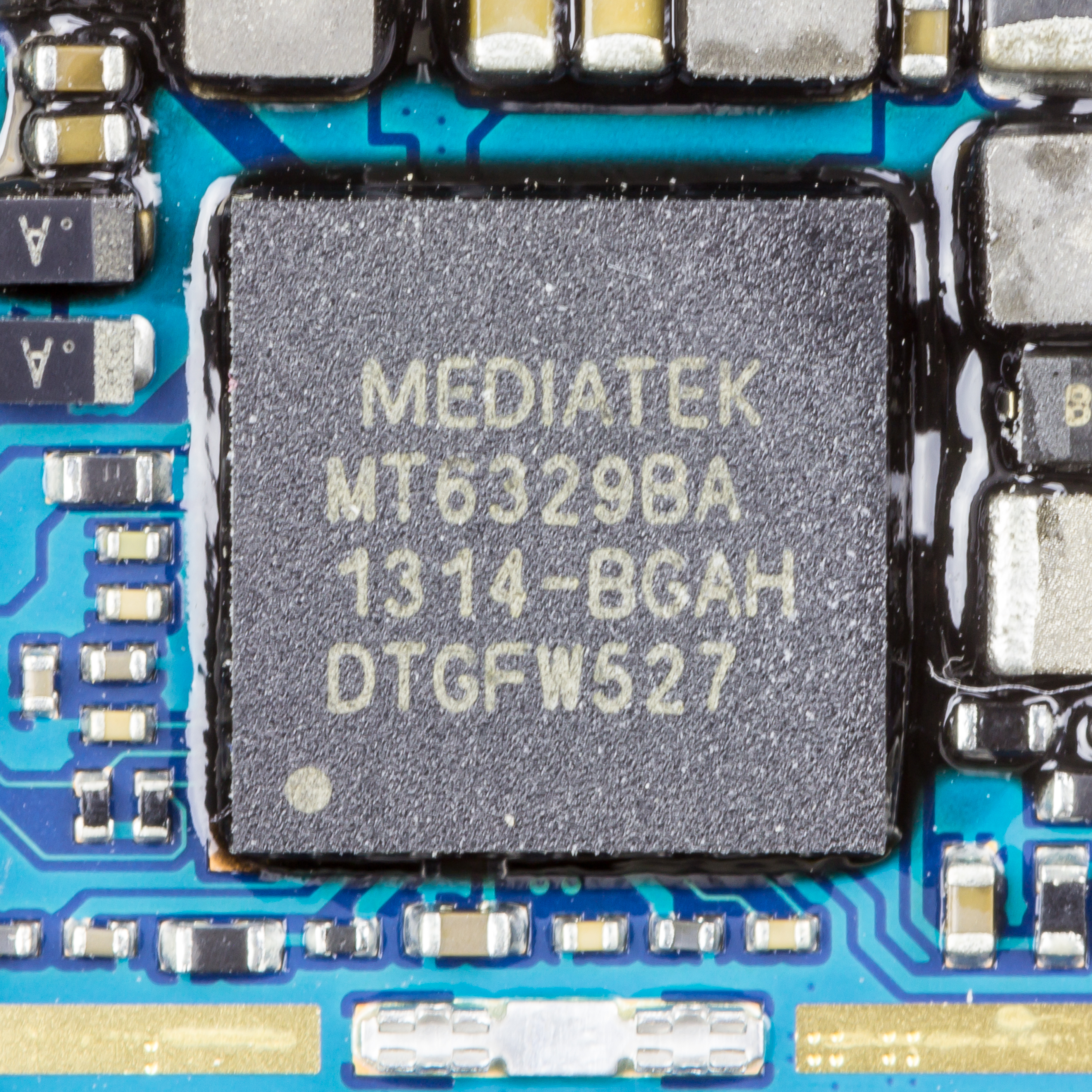
MediaTek MT6329BA در تلفن همراه LG

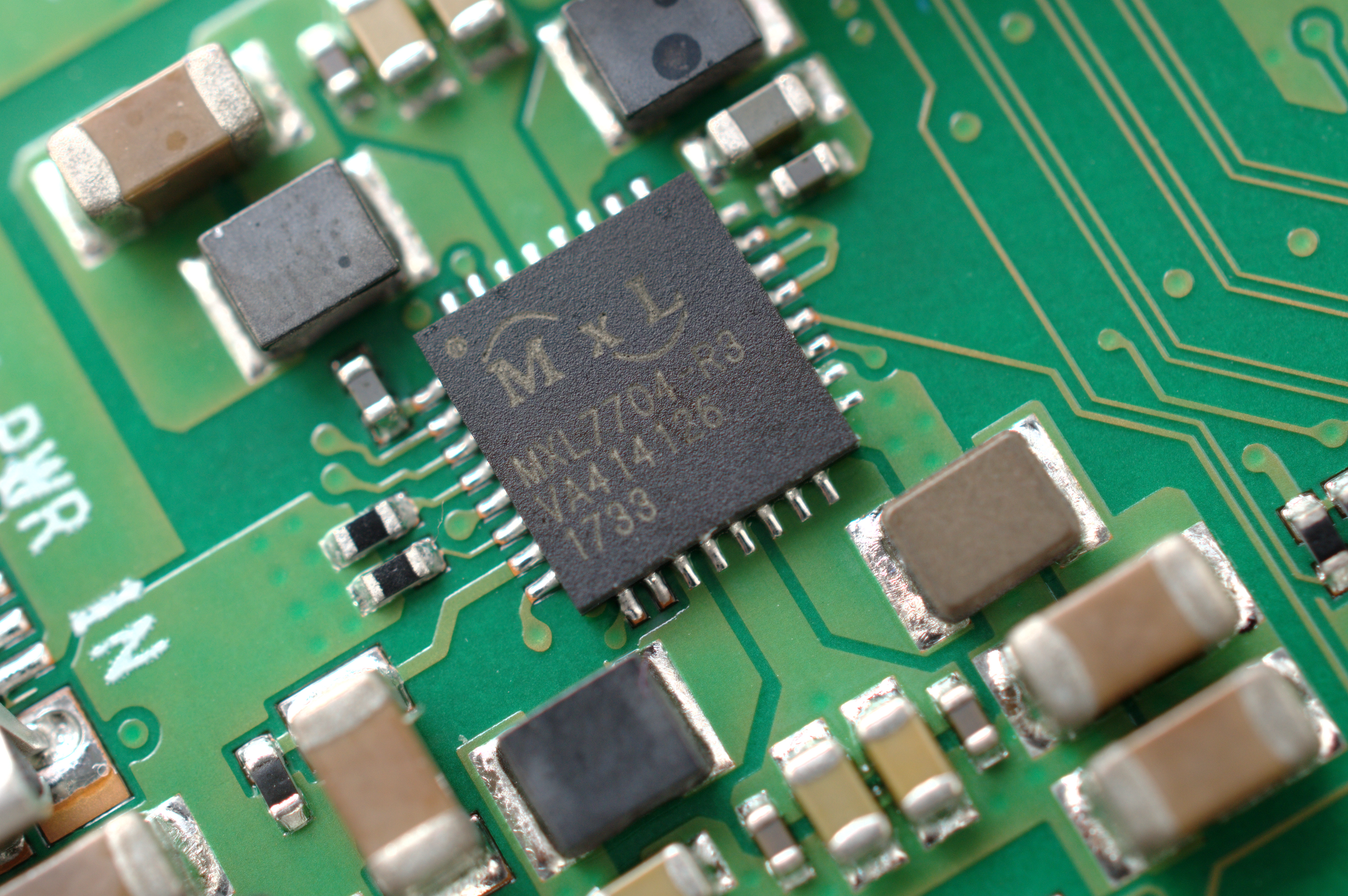
PMIC از MaxLinear در Raspberry Pi Model 3 B +

مدارهای مجتمع مدیریت نیرو (مدارهای مدیریت انرژی یا PMIC یا PMU به عنوان واحد) مدارهای مجتمع برای مدیریت نیرو هستند. اگرچه PMIC به طیف گسترده‌ای از تراشه‌ها (یا ماژول‌های دستگاه روی سیستم تراشه) اشاره دارد، اما بیشتر آنها شامل چندین مبدل DC / DC یا قسمت کنترل آنها هستند. PMIC غالباً در دستگاه‌هایی که با باتری کار می‌کنند مانند تلفن‌های همراه و دستگاه‌های پخش رسانه قابل حمل برای کاهش میزان فضای مورد نیاز گنجانده شده‌است.

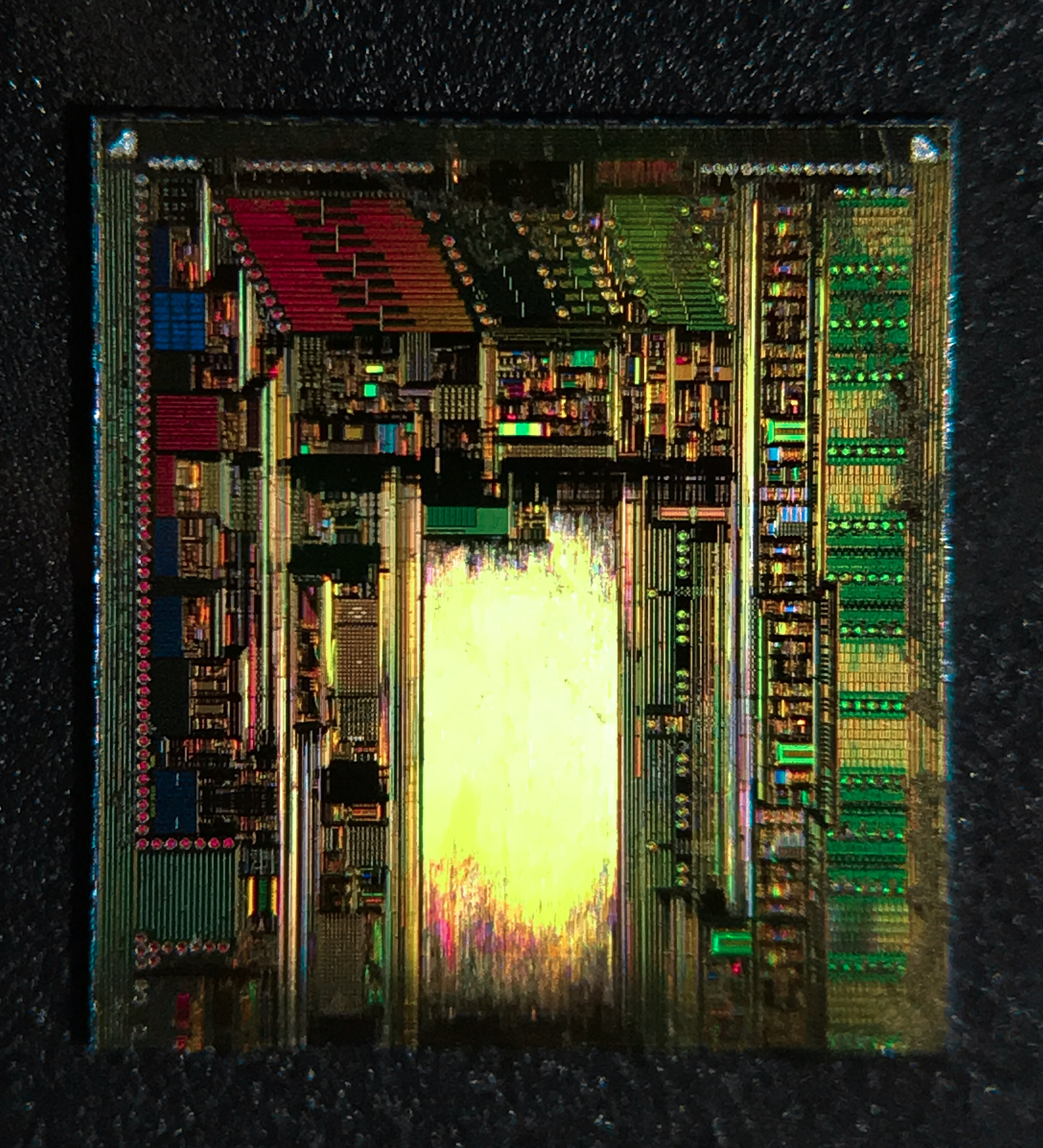
یک PMIC در داخل. این یک گلوله کشته شده از Apple 338S1164 PMIC ساخت شرکت Dialog Semiconductors است.

## بررسی اجمالی
اصطلاح PMIC به دسته ای از مدارهای مجتمع گفته می‌شود که عملکردهای مختلف مربوط به نیازهای برق را انجام می‌دهند. PMIC ممکن است یک یا چند کارکرد زیر را داشته باشد:
- تبدیل DC به DC
- شارژ باتری
- انتخاب منبع تغذیه
- مقیاس گذاری ولتاژ
- توالی قدرت
- توابع متفرقه

آی سی‌های مدیریت نیرو دستگاه‌هایی با حالت یک پارچه هستند که جریان و جهت برق را کنترل می‌کنند. بسیاری از دستگاه‌های الکتریکی دارای ولتاژ داخلی چندگانه هستند (به عنوان مثال ۵ ولت، ۳٫۳ ولت، ۱٫۸ ولت و غیره) و منبع برق خارجی (به عنوان مثال، پریز برق، باتری و غیره)، به این معنی که طراحی برق دستگاه به چندین عمل نیاز دارد. PMIC می‌تواند به هر تراشه ای که یک عملکرد جداگانه مربوط به برق است اشاره کند، اما به‌طور کلی به ICهایی اشاره دارد که دارای بیش از یک عملکرد مانند تغییر قدرت مختلف و کنترل‌های قدرت مانند نظارت بر ولتاژ و محافظت در برابر ولتاژ پایین هستند. با قرار دادن این توابع در یک IC، می‌توان تعدادی بهبود در طراحی کلی مانند بازده تبدیل بهتر، کوچکتر شدن اندازه راه حل و کاهش اتلاف حرارت ایجاد کرد.

## امکانات
PMIC ممکن است شامل مدیریت باتری، تنظیم ولتاژ و عملکرد شارژ باشد. ممکن است شامل مبدل DC به DC باشد تا مقیاس ولتاژ پویا را فراهم کند. شناخته شده‌است که برخی از مدلها تا ۹۵٪ بازده تبدیل نیرو دارند. برخی از مدل‌ها با مقیاس گذاری فرکانس دینامیکی در ترکیبی معروف به DVFS (مقیاس گذاری ولتاژ و فرکانس دینامیکی) ادغام می‌شوند.
ممکن است با استفاده از فرایند BiCMOS تولید شود. ممکن است به صورت بسته QFN ارائه شوند. بعضی از مدل‌ها از رابط ارتباطی گذرگاه سریال I²C یا SPI برای ورودی و خروجی برخوردار هستند.
برخی از مدل‌ها از یک تنظیم کننده کاهش افت (LDO) و یک ساعت در زمان واقعی (RTC) با یک باتری پشتیبان استفاده می‌کنند.
PMIC می‌تواند از مدولاسیون فرکانس نبض (PFM) و مدولاسیون عرض پالس (PWM) استفاده کند. PMCI همچنین می‌تواند از تقویت کننده سوئیچینگ (تقویت کننده الکترونیکی Class-D) استفاده کند.

## تولیدکنندگان آی سی
سامسونگ نیمه هادی، دستگاه‌های الکترونیکی ریکو، قدرت یکپارچگی، استیمایکروالکترونیکس، تکنولوژی Infineon، اینتل، مارول نیمه هادی، کوالکام، مدیاتک، IXYS، شرکت Freescale Semiconductor , گفتگوهای نیمه هادی، سیلیکون Mitus , EXAR، بین‌المللی یکسو کننده، شرکت Intersil، سرو نیمه هادی، Maxim Integled Products، Linear Technology، Renesas Electronics , Rohm Semiconductor، ON Semiconductor، Texas Instruments , Torex Semiconductor , و
Asahi Kasei Microdevices برخی از تولیدکنندگان PMIC هستند.